# Вила (Цюрих)
Вила (нем. Wila) — коммуна в Швейцарии, в кантоне Цюрих.
Входит в состав округа Пфеффикон. Население составляет 1903 человека (на 31 декабря 2007 года). Официальный код — 0181.